# Advanced Aviation Explorer
L’Advanced Aviation Explorer était un monoplan léger biplace en tandem à structure tubulaire entoilée et moteur arrière destiné à la construction amateur. Cet appareil est aussi connu sous la désignation Advanced Aviation Zephyr.